# Edmundo Alfaro Gironda
Edmundo Alfaro Gironda (Yeste, 1890 - Albacete, 1936) fue un abogado y político español miembro del Partido Republicano Radical, que ocupó los escaños de diputado a Cortes durante las Legislaturas de 1931 y 1933 por la provincia de Albacete.
Fue hermano de Antonio Alfaro Gironda.

## Historia
Miembro electo del Congreso de los Diputados en las legislaturas de 1931 y 1933, en la que además fue secretario del Congreso.
Nacido en una familia pudiente, de la baja nobleza albaceteña, fue nieto del también diputado Antonio de Alfaro y Jiménez.
El historiador Requena dice de él que: 
«La familia Alfaro representaba la institución caciquil que dominaba esta comarca serrana (...) José Alfaro, padre de Edmundo, fue el mayor propietario del municipio y residió gran parte de su vida en él. Antonio Alfaro Gironda, hermano de Edmundo, era abogado y gran propietario también (...). Algunos de los entrevistados nos indicaron que esta familia presentó una imagen paternalista y bonachona que logró calar entre los habitantes del pueblo”. Esta familia sería la responsable del giro a la derecha, pero siempre dentro del voto radical, en Yeste en las elecciones de noviembre de 1933: la Coalición Republicana ganó con el 62,63% de los votos, frente al 20% del PSOE y el 11% de AP.»
En mayo de 1936 se produjeron los trágicos sucesos de Yeste, con 18 muertes, cuya responsabilidad fue achacada a los Alfaro por los vecinos del municipio y el Frente Popular. Estos hechos y su adhesión al fracasado levantamiento militar en Albacete en julio, hicieron que el Tribunal Popular de la ciudad le condenara a muerte.

## Legislaturas
- Elecciones 1931 PRR
- Elecciones 1933 PRR